# Hilary Caldwell
Hilary Caldwell (London, 13 de março de 1991) é uma nadadora canadense, medalhista olímpica.

## Carreira

### Rio 2016
Caldwell competiu na natação nos Jogos Olímpicos de Verão de 2016 e conquistou a medalha de bronze nos 200 metros costas.